# Municipio di Albany
Il Municipio di Albany (in inglese: Albany City Hall) è un edificio storico della città di Albany nello Stato di New York.

## Storia
L'edificio venne eretto nel 1880 secondo il progetto dell'architetto Henry Hobson Richardson quale palazzo municipale della città di Albany.
L'edificio è iscritto nel registro nazionale dei luoghi storici dal 4 settembre del 1972.

## Descrizione
L'edificio presenta uno stile neoromanico.